# مارتین کوئباس
 مارتین کوئباس (انگلیسی: Martín Cuevas؛ زاده ۱۴ ژانویهٔ ۱۹۹۲) یک تنیس‌باز اهل اروگوئه است.